# Casserie d'œufs
Pour les articles homonymes, voir Casserie.
Une casserie d'œufs est une usine qui réunit et casse des œufs pour l'industrie agroalimentaire.

## Description
Le cassage d'œufs industriel est un procédé agroalimentaire qui permet d'obtenir des ovoproduits à l'aide de machines spécialisées. Les œufs collectés dans les élevages sont cassés mécaniquement. Les blancs et les jaunes sont séparés, filtrés puis pasteurisés et conservés au froid à +2 °C avant d'être expédiés. Les coquilles peuvent être récupérées pour être réutilisées dans l'agriculture pour l'amendement des sols.

## Grand public
Le scandale sanitaire révélé par la presse en 2017, concernant la présence de fipronil dans certains œufs, trouve son origine dans la détection de lots d’œufs contaminés dans une casserie d’œufs en Belgique.